# کازوراته پریمو
کازوراته پریمو (به ایتالیایی: Casorate Primo) یک کومونه در ایتالیا است که در استان پاویا واقع شده‌است.

## خصوصیات
کازوراته پریمو ۹٫۵ کیلومترمربع مساحت و ۸٬۴۲۵ نفر جمعیت دارد.